# 数据依赖
数据-程序依赖（英語：program-data dependence），是一种软件数据相互关系。
具体指一旦某个应用程序改变了，相应的数据也要随之改变。各种不同的传统计算机程序需要定义数据的位置和属性。在传统的文件环境里，软件程序的改变要求对于需要访问的数据也做相应的改变。

## 出处
1. ↑  Kenneth C.Laudon and Jane P.Laudon, 《Management Information Systems》, Pearson, 07 March 2011, Chapter6 Information systems Organizations and Strategy p.141